# Geostiba alticola
Geostiba alticola är en skalbaggsart som beskrevs av Lohse och Ales Smetana 1988. Geostiba alticola ingår i släktet Geostiba och familjen kortvingar. Inga underarter finns listade i Catalogue of Life.